# Tiel
Tiel  è una municipalità dei Paesi Bassi di 41 240 abitanti situata nella provincia della Gheldria.